# White Zombie
White Zombie was een Amerikaanse metalband opgericht in 1985 en vernoemd naar een film uit 1932.
De band werd opgericht door Robert Cummings, die er zijn artiestennaam Rob Zombie aan dankt. Cummings bracht in 1998 zijn eerste solo-album uit. Kort daarna werd officieel de stekker uit White Zombie getrokken. 
In 2000 stond de band op de 56e positie in de lijst "100 Greatest Artists of Hard Rock" van muziekzender VH1.

## Bandleden

### Laatste bezetting
- Robert Cummings (Rob Zombie) – zang (1985 - 1998)
- Jay Noel Yuenger – gitaar (1985 - 1998)
- Sean Yseult – bas (1989 - 1998)
- John Tempesta – drums (1994 - 1998)

### Voormalige leden
- Phil Buerstatte – drums (1992–1994; overleden 2013)
- Tom Five  –  gitaar (1986–1988)
- Tim Jeffs  –  gitaar (1986)
- Ena Kostabi  –  gitaar (1985–1986)
- Peter Landau  –  drums (1985–1986)
- Mark Poland  –  drums (1994)
- Ivan de Prume  –  drums (1986–1992)
- John Ricci  –  gitaar (1988–1989)

## Albums
- Soul Crusher (1987)
- Make Them Die Slowly (1989)
- La Sexorcisto (1992)
- Astro-Creep: 2000 (1995)
- Super Sexy Swingin' Sounds (remix-album, 1996)

## Tegenwoordig
Rob Zombie speelt tegenwoordig samen met John Tempesta in de band Rob Zombie, vernoemd naar hemzelf. Deze band maakt andere muziek dan White Zombie. Sean Yseult speelt tegenwoordig in de band Rock City Morgue, waarvan ze een van de mede-oprichters is. Jay Noel Yuenger leent nu zijn gitaarspel aan andere bands, na het opbreken van White Zombie.